# Challenger de Adelaida 2013
El Charles Sturt Adelaide International 2013 es un torneo de tenis profesional que se juega en canchas duras. Esta será la 1.ª edición del torneo que forma parte del circuito ATP Challenger 2013 . Se llevará a cabo en Adelaida , Australia entre el 4 y el 10 de febrero de 2013.

## Cabezas de serie

### Individual
| País                 | Jugador              | Rank1 | Preclasificado |
| Bandera de Japón     | Yūichi Sugita        | 133   | 1              |
| Bandera de Japón     | Hiroki Moriya        | 175   | 2              |
| Bandera de Canadá    | Peter Polansky       | 181   | 3              |
| Bandera de Australia | John Millman         | 183   | 4              |
| Bandera de Australia | Samuel Groth         | 196   | 5              |
| Bandera de Australia | Brydan Klein         | 217   | 6              |
| Bandera de Australia | James Duckworth      | 226   | 7              |
| Bandera de Italia    | Alessandro Giannessi | 238   | 8              |
| -------------------- | -------------------- | ----- | -------------- |

- 1 Se ha tomado en cuenta el ranking del 28 de enero de 2013.

### Otros Participantes
Los siguientes jugadores recibieron invitaciones para participar en el cuadro principal (WC):
- Alex Bolt
- Chris Guccione
- Nick Kyrgios
- Dane Propoggia

El siguiente jugador ingresó al cuadro principal como exención especial (SE):
- Matthew Barton

Los siguientes jugadores ingresaron al cuadro principal mediante la clasificación (Q):
- Sean Berman
- Colin Ebelthite
- Ivo Klec
- Michael Venus

## Jugadores participantes en el cuadro de dobles

### Cabezas de serie
| País                     | Jugador       | País                     | Jugador            | Rank1 | Favorito |
| Bandera de Australia     | Brydan Klein  | Bandera de Australia     | Dane Propoggia     | 255   | 1        |
| Bandera de Sudáfrica     | Ruan Roelofse | Bandera de Australia     | John-Patrick Smith | 294   | 2        |
| Bandera de Australia     | Adam Feeney   | Bandera de Australia     | Chris Guccione     | 438   | 3        |
| Bandera de Nueva Zelanda | Artem Sitak   | Bandera de Nueva Zelanda | Jose Statham       | 463   | 4        |
| ------------------------ | ------------- | ------------------------ | ------------------ | ----- | -------- |

- 1 Se ha tomado en cuenta el ranking del 28 de enero de 2013.

### Otros participantes
Los siguientes jugadores recibieron una invitación (wild card), por lo tanto ingresan directamente al cuadro principal:
- Matthew Barton /  Michael Look
- Nick Kyrgios /  Bradley Mousley
- Luke Saville /  Jack Schipanski

## Campeones

### Individual Masculino
- Matthew Barton derrotó en la final a  James Ward por 6-2 6-3

### Dobles Masculino
- Samuel Groth /  Matt Reid derrotaron en la final a  James Duckworth /  Greg Jones por 6-2 6-4

- Datos: Q4272448